# Jehuda Almog

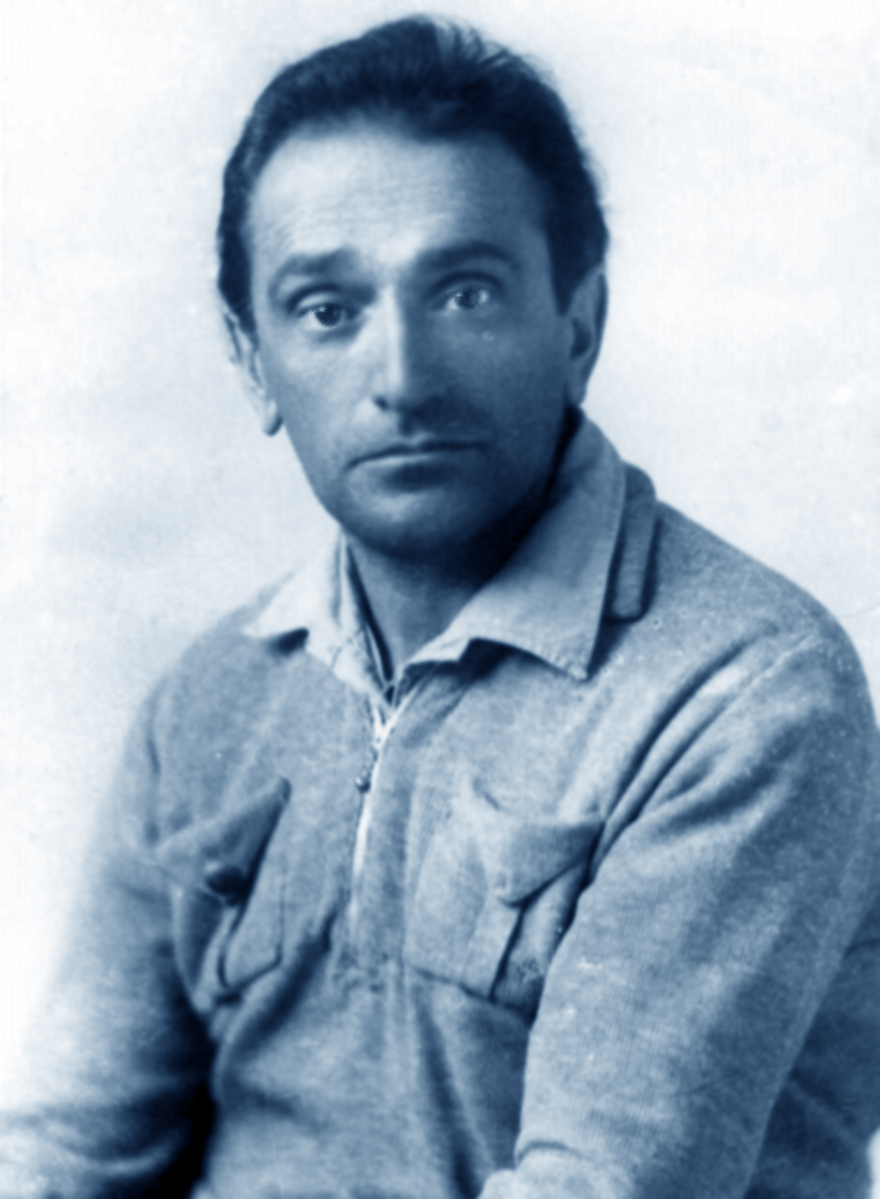
Jehuda Almog

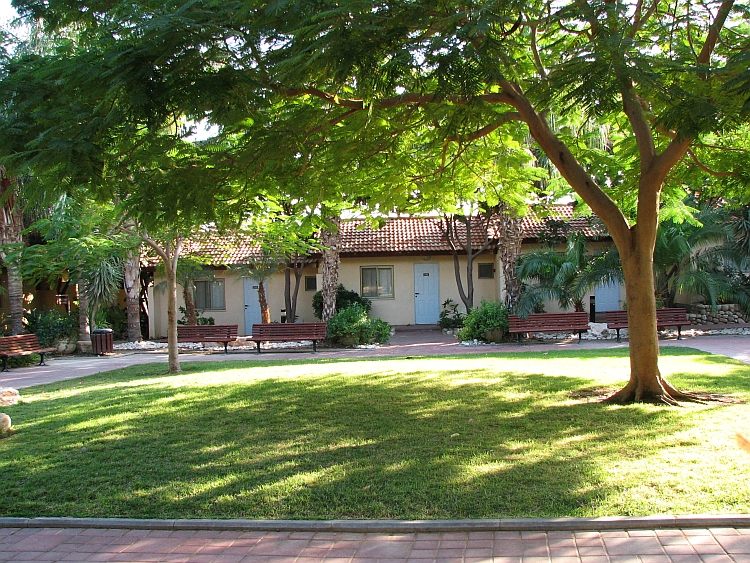
Blick auf das Rathaus Almog

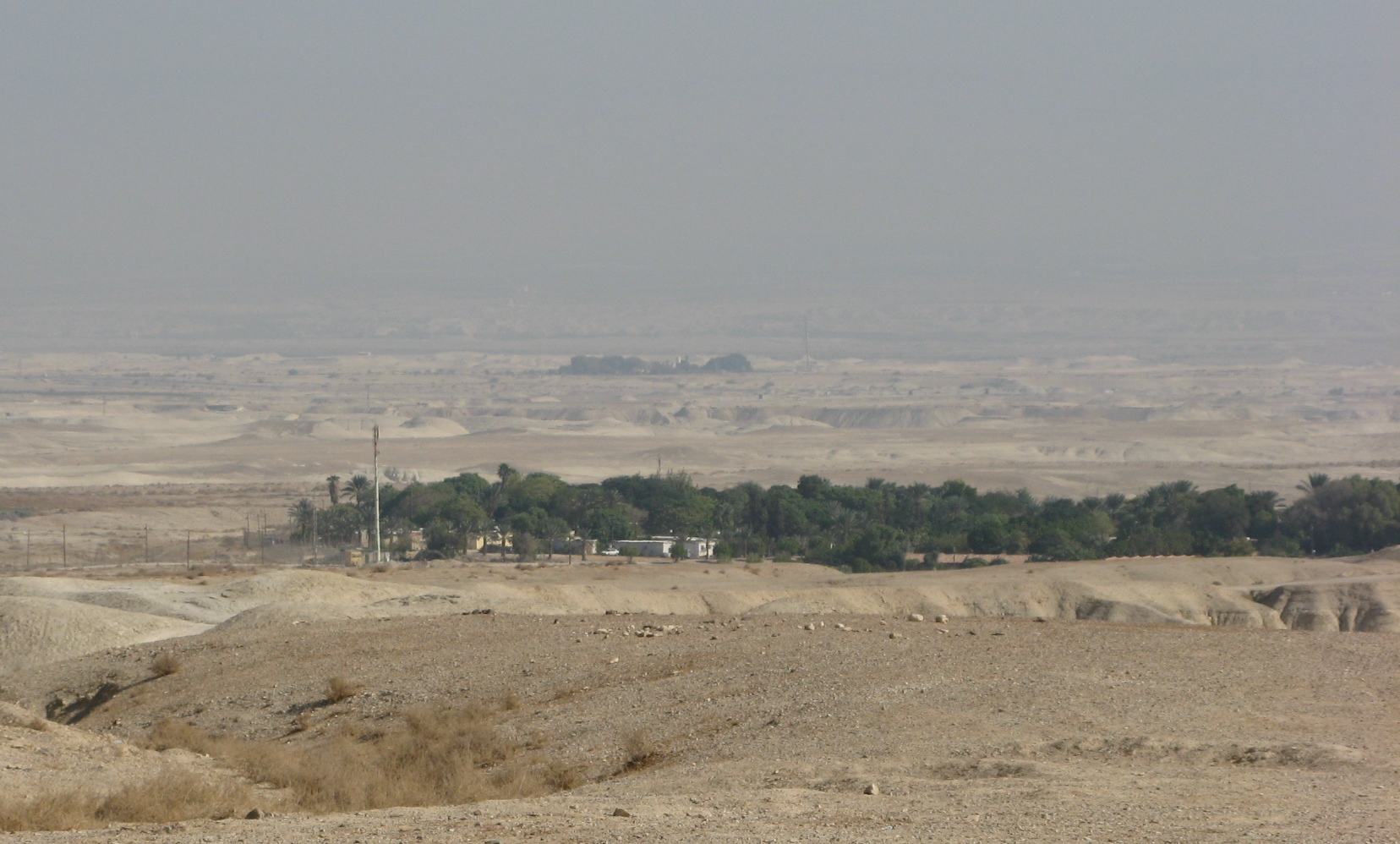
Blick auf den Kibbutz Almog

Jehuda Kopeliowitsch Almog (hebräisch יהודה קופילביץ אלמוג, * 1896 in der Rajongemeinde Vilnius des heutigen Litauen, Russisches Kaiserreich als Jehuda Kopeliovič; † 1972 in Israel) war ein israelischer Unternehmer und Politiker. Er war am Gdud ha-awoda und am Projekt Salzbergwerk Totes Meer beteiligt. Daher wurde auch eine Siedlung am Toten Meer nach ihm benannt.

## Leben
Almogs Familie lebte in einem litauischen Ansiedlungsrayon des damaligen Russischen Reiches und er wanderte nach der Unabhängigkeit Litauens im Rahmen der dritten Alija 1920 nach Palästina ein.

### Gdud ha-awoda
Almog war ein Freund und Unterstützer des zionistischen Aktivisten und Soldaten Joseph Trumpeldor. Er engagierte sich im Gdud ha-awoda (hebräisch גְּדוּד הָעֲבוֹדָה, Arbeitskorps) und im Gdud ha-avoda ve-ha-hagana al schem Josef Trumpeldor (hebräisch גְּדוּד הָעֲבוֹדָה וההֲגַנָּה על־שם יוסף טרומפלדור;  Joseph Trumpeldor Arbeits- und Verteidigungsbataillon). In dieser Zeit änderte er auch seinen Nachnamen Kopeliovič in den hebräischen Nachnamen Almog.

### Projekt Salzbergwerk Totes Meer
In den 1930er Jahren zählte Almog zu den Begründern des Kibbuz Beit HaArava, einer Arbeitersiedlung für das Salzbergwerk am Toten Meer, Dead Sea Works. Später beteiligte er sich an der Erforschung, Besiedlung und Entwicklung der Region am Toten Meer. Er war an der Gründung der Palestine Potash Company beteiligt und war der erste Bürgermeister der Region Tamar.

### Gedenken
Nach ihm ist die jüdische Siedlung Almog (Regionalverwaltung Megilot) an der Nordküste des Toten Meeres benannt.